# Palazzo delle Congregazioni ai Propilei
Il Palazzo delle Congregazioni ai Propilei (anche detto Palazzo delle Congregazioni o Palazzi dei Propilei) è un edificio situato a Roma in Piazza Pio XII, al termine di Via della Conciliazione.
Il nome deriva dal fatto che nell'edificio vi hanno sede alcuni dei più importanti dicasteri della Curia romana, che fino all'entrata in vigore della costituzione apostolica Praedicate evangelium nel 2022 erano definiti congregazioni; il riferimenti ai propilei è dovuto alla vicinanza con quelli del Colonnato di Piazza San Pietro.

## Storia e utilizzo
Il Palazzo è stato costruito alla fine degli anni Trenta del XX secolo, contemporaneamente alla progettazione di Via della Conciliazione; la strutturato è divisa in due edifici che ospitano, oltre ai dicasteri, anche la Sala stampa della Santa Sede (ingresso da via della Conciliazione, 54), alcune attività commerciali ai piani inferiori, archivi e residenze ai piani superiori.
L'Edificio Nord, al numero 10 ospita:
- il Dicastero delle cause dei santi;
- il Dicastero per il culto divino e la disciplina dei sacramenti;
- il Dicastero per i testi legislativi;
- il Dicastero per i vescovi;
- il Dicastero per la cultura e l'educazione.

L'Edificio Sud, al numero 3 ospita:
- il Dicastero per il clero;
- il Dicastero per gli istituti di vita consacrata e le società di vita apostolica.

Fino al 2022 l'Edificio Sud ospitava anche la Congregazione per l'educazione cattolica.